# Balthasar Umfahrer
Balthasar Umfahrer (* 1790 in Oberdrauburg; † 29. August 1859 in Friesach) war ein österreichischer Gutsbesitzer, Postmeister und Politiker.

## Leben
Umfahrer war der Sohn des k.k. Postmeisters in Oberdrauburg Johann Umfahrer († 1820) und dessen Ehefrau Katharina geborene Oberbucher. Er war römisch-katholischer Konfession und heiratete Anna Wallner (* 1799; † 6. September 1859 in Dellach im Gailtal). 
Er wurde 1820 k.k. Postmeister in Oberdrauburg und war ab 1830 k.k. Postmeister in Friesach. 1831 erwarb er das „Hofhaus“ (Fürstenhof) in Friesach für 6.000 Silbergulden und verlegte die Poststation dorthin.
Vom 17. Juli 1848 bis zum 4. März 1849 war er Abgeordneter im Provisorischen Kärntner Landtag. Ab dem 17. Oktober 1848 war er Mitglied des verstärkten provisorischen Landtagsausschusses.